# Drago Azzurro (costellazione cinese)

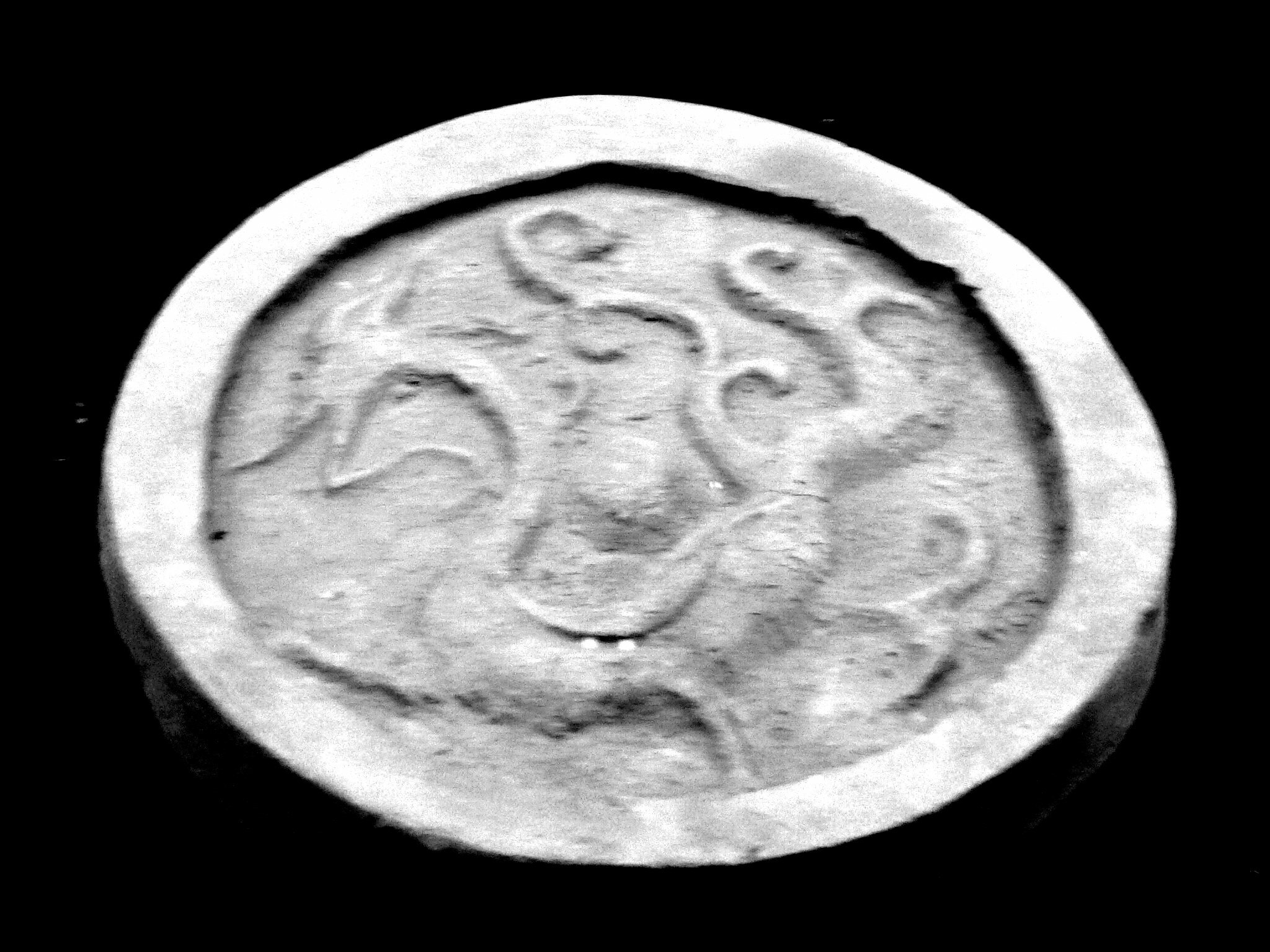
Dipinto del Qīng Lóng su una tegola

Il Drago Azzurro è uno dei Quattro Simboli delle costellazioni cinesi. Rappresenta l'est e la stagione primaverile. Non dovrebbe essere confuso con il mitologico drago giallo che è associato all'imperatore della Cina. È menzionato nei mezzi di comunicazione, nel feng shui, in altre culture e in vari luoghi anche come Drago Verde e Drago di Avalon.
È noto come Qing Long in cinese, Seiryū in giapponese, Cheongnyong in coreano e Thanh Long in vietnamita. È chiamato talvolta Drago Azzurro dell'Est (東方青龍T, 东方青龙S, Dōng Fāng Qīng LóngP, o anche 東方蒼龍T, 东方苍龙S, Dōng Fāng Cāng LóngP).

## Le Sette Case del Drago Azzurro
Come per gli altri tre simboli, ci sono sette "case", o posizioni, della luna dentro il Drago Azzurro. I nomi e le stelle determinative sono:
| Casa n. | Nome (pinyin) | Traduzione | Stella determinativa |
| ------- | ------------- | ---------- | -------------------- |
| 1       | 角 (Jiăo)     | Corno      | Spica                |
| 2       | 亢 (Kàng)     | Collo      | κ Vir                |
| 3       | 氐 (Dĭ)       | Radice     | α Lib                |
| 4       | 房 (Fáng)     | Stanza     | π Sco                |
| 5       | 心 (Xīn)      | Cuore      | Antares              |
| 6       | 尾 (Wěi)      | Coda       | μ Sco                |
| 7       | 箕 (Jī)       | Setaccio   | γ Sgr                |

## Rappresentazioni culturali

Il Drago Azzurro sulla bandiera nazionale della Cina dei Qing, 1889-1912

Nel romanzo Shuo Tang Yanyi ("Racconti della dinastia Tang"), la stella della Tigre Bianca si reincarna nel generale Luo Cheng (羅成 / 罗成), che serve Li Shimin. La stella del Drago Azzurro si reincarna nel generale Shan Xiongxin (單雄信 / 单雄信), che serve Wang Shichong. I due generali sono fratelli fedeli di Qin Shubao (秦叔寶 / 秦叔宝), Cheng Zhijie (程知節 / 程知节) e Yuchi Jingde (尉遲敬德 / 尉迟敬德). Dopo la morte, si dice che le loro anime possiedano gli eroi delle dinastie Tang e Goguryeo, come Xue Rengui (薛仁貴 / 薛仁贵) e Yeon Gaesomun (渊盖苏文).
Ad esempio, il Drago Azzurro è rappresentato sulla tomba di Wang Hui (sarcofago di pietra, lato est), a Hsi-k'ang (estensione del Sichuan durante la dinastia Han), Lu-shan. Un calco su carta di questa immagine fu raccolto da David Crockett Graham ed è ora nel Museo Field di Storia Naturale di Chicago.
Il drago compariva sulla bandiera nazionale cinese nel 1862-1912, durante la dinastia Qing.

## Influenza

I murali delle Tombe del Goguryeo

In Giappone, il Drago Azzurro è uno dei quattro spiriti guardiani delle città e si dice che protegga la città di Kyoto a est. L'ovest è protetto dalla Tigre Bianca, il nord dalla Tartaruga Nera, il sud dall'Uccello Vermiglio e il centro dal Drago Giallo. A Kyoto vi sono templi dedicati a ciascuno di questi spiriti guardiani. Il Drago Azzurro è rappresentato nel Tempio di Kiyomizu nella zona orientale di Kyoto. Davanti all'entrata del tempio c'è una statua del drago che si dice di notte beva dalla cascata all'interno del complesso del tempio, Perciò, ogni anno si tiene una ceremonia per venerare il drago dell'est. Nel 1983, fu scoperta la Tomba di Kitora nel villaggio di Asuka. Tutti e quattro i guardiani erano dipinti sulle mura (nelle direzioni corrispondenti) e un sistema delle costellazioni era dipinto sul soffitto. Questa è una delle poche registrazioni antiche dei quattro guardiani.
In Corea, i murali delle Tombe del Goguryeo trovate a Uhyon-ni nella provincia del Pyongan Meridionale mostrano il Drago Azzurro e le altre creature mitologiche dei quattro simboli.

## Nella cultura di massa
- Nel gioco per cellulari Puzzle & Dragons, il Drago Azzurro è noto come "Incarnazione di Seiryuu, Karin" con una donna che appare con una coda di drago azzurro.
- Nelle prime 3 serie Beyblade del Giappone, il Drago Azzurro è noto come Dragoon, e appartiene al protagonista Takao Kinomiya.
- Nella serie Digimon, Azulongmon è ideato sulla base del Drago Azzurro.
- Nella serie di Fushigi yûgi durante il viaggio nell'Universo dei Quattro Dei Yui Hongko diventa Sacerdotessa di Seiryu.
- Nel videogioco Final Fantasy Type-0 il Drago Azzurro è il nome di uno dei quattro Cristalli di Orience, che rappresentano il Regno di Concordia.
- Nel videogioco World of Warcraft: Mists of Pandaria il personaggio di Yulon, il Serpente di Giada, è fortemente ispirato dal Drago Azzurro.
- Nel videogioco Monster Hunter 4 il mostro Rathalos Azzurro, una variazione del Rathalos normale, è ispirato al Drago Azzurro.
- Nella serie di videogiochi Yakuza (龍が如く?, Ryū ga Gotoku) il personaggio Kazuma Kiryu (桐生 一馬?, Kiryū Kazuma) ha un Drago Azzurro come tatuaggio sulla sua schiena.
- Nel manga e anime One Piece il pirata Kaido ha mangiato il frutto Woh Woh, modello Drago Azzurro che gli permette di trasformarsi appunto nel suddetto drago.
- Nei videogiochi pokemon thundurus ( pokemon leggendario di tipo volante ed elettro ) possiede una forma alternativa che si basa sulla creatura